# Slučaj "Selotejp"
Slučaj "Selotejp" bio je ratni zločin kojeg su počinili pripadnici HV-a kada su ubili desetak Srba u Osijeku 1991. tijekom Domovinskog rata. Prema sudskoj presudi, Branimir Glavaš, tada zapovjednik obrane grada, je izdao naredbu prema kojoj su pripadnici HV-a po Osijeku hapsili pojedine Srbe, ispitivali ih o umiješanosti u ratu a zatim ih odvodili na obalu rijeke Drave, gdje su likvidirani i bačeni u rijeku. Svi leševi pronađeni su zavezanih ruku i sa selotejpom zaljepljenim preko usta.
Županijski sud u Zagrebu utvrdio je da je Glavaš kriv za ubojstvo sedmero srpskih civila te i ubojstvo Čedomira Vučkovića i mučenje Đorđa Petrovića u garaži osječkog Sekretarijata za narodnu obranu.
Prema Odvjetništvu, cijela se "operacija" odvijala na taj način da je Glavaš pojedinim pripadnicima SUS-a dostavljao ceduljice na kojima je bilo naznačeno koga i gdje trebaju "pokupiti" te potom odvesti u Dubrovačku 30 u središtu Osijeka. "Paket" bi tamo dočekala druga ekipa koja je potom bila zadužena za mučenje, dok je za odvođenje i likvidaciju bio zadužen treći tim.

## Kontekst
9. srpnja 1991. započeta je i agresija na Osijek, koji se našao opkoljen s tri strane. Prva topovska granata razorila je stan na sedmom katu stambene zgrade u naselju Sjenjak. 1. kolovoza padaju Dalj, Erdut i Aljmaš, okolna mjesta Osijeka. Grad prima mnogobrojno prognano, preživjelo stanovništvo. Procjenjuje se da je na Osijek ispaljeno 50 tisuća granata i bombi. Od 2. svibnja 1991. do 26. srpnja 1994., u tom gradu primljene su u bolnice 5.222 ranjene osobe, od kojih je 954 poginulo. Preko 8,000 stambenih zgrada je uništeno ili oštećeno. Zbog izbijanja rata, dio hrvatskog pučanstva započeo je osvetničke pohode protiv srpskih civila. Tako se odigrao i slučaj selotejp.

## Suđenja
Materijali koje su prikupili policijski istražitelji za vrijeme mandata Josipa Begovića poslužili su načelniku PU osječko-baranjske da sastavi kaznenu prijavu koja je Državnom odvjetništvu poslužila kao temelj za tzv. slučaj selotejp, odnosno podizanje kaznenih prijava protiv Branimira Glavaša, Ivice Krnjaka, Dine Kontića, Tihomira Valentića, Zdravka Dragića i Gordane Getoš-Magdić u vezi s ubojstvima, ranjavanjima i mučenja osječkih civila srpske nacionalnosti. 
Kao žrtve ubojstava u kaznenoj se prijavi navodi 10 osoba: Branko Lovrić, Milutin Kutlić, Alija Šabanović, Bogdan Počuća, Jovica Grubić, Petar Ladnjak, Milenko Stanar, Svetislav Vukajlović i još dvije do danas neidentificirane žrtave koje su ubijene i nestale u Osijeku 1991. i 1992. Na tijelima većine žrtava bili su vidljivi tragovi fizičkog zlostavljanja, a bile su usmrćene iz vatrenog oružja u glavu.
Radoslav Ratković, bivši djelatnik osječke bolnice koji je i sam trebao biti ubijen, je preživio pucanj u glavu i bacanje u Dravu, a nekoliko sati poslije sam je vidio i likvidaciju osječkog liječnika dr. Milutina Kutlića. Ratkovića, koji je preživio pokušaj ubojstva 7. prosinca 1991., trojica uniformiranih muškaraca od rodbine su odveli u nepoznatom smjeru, a što mu se dogodilo te noći, Ratković je ispričao nekoliko godina poslije: “Odvezli su me u podrum dvorišne zgrade u Dubrovačkoj 30 i tukli nekoliko sati, tražeći da priznam s kojim četnicima surađujem. Nisam imao što priznati pa su me oko 20 sati kroz Tvrđu odvezli do Drave. Jedan mi je pucao u lijevi obraz i nogom me gurnuo u rijeku. Metak je prošao kroz jezik i desnu čeljust, ali me nije usmrtio. Izronio sam pa me osvijetlio baterijom i pucao još jednom, pogodivši me u usta. Metak je izišao kroz gotovo isto mjesto.” Nakon što su egzekutori otišli, Ratković se izvukao na dravski nasip. Tada je neopažen vidio kako ubijaju još jednu žrtvu koju je prepoznao kao doktora Milutina Kutlića s kojim je radio u bolnici.
2009., Sudsko vijeće zagrebačkog Županijskog suda Glavaša je proglasilo krivim po zapovjednoj odgovornosti i u slučaju 'garaža' i 'selotejp', za što je dobio pet, odnosno osam godina, pa mu je izrečena jedinstvena kazna od 10 godina zatvora. Drugooptuženi Ivica Krnjak osuđen je na osam godina zatvora, Gordana Getoš Magdić na sedam, a ostala trojica optuženih u slučaju "selotejp", Dino Kontić, Tihomir Valentić i Zdravko Dragić, nepravomoćno su osuđeni na po pet godina.